# Långe Jan
Långe Jan, Ölands södra udde – latarnia morska znajdująca się w miejscowości Ottenby, na południowym krańcu wyspy Olandia, w południowej części Szwecji. Wieża ma 42 metry, co czyni ją najwyższym tego typu obiektem w kraju. Ma cylindryczny kształt. Światło umiejscowione 41 m n.p.m. nadaje 2 błyski co 30 sekund w kolorze białym, a także światło ciągłe w kolorze białym, czerwonym lub zielonym w zależności od kierunku. Zasięg światła wynosi 26 mil morskich.
Obiekt został oddany do użytku w 1785 po dwóch latach budowy. Na początku był zasilany węglem, później także ropą naftową i naftą. Obecny system latarni i soczewek pochodzi z 1907. Do tego czasu latarnia przeszła szereg prac remontowych i modernizacyjnych. Została wybielona w 1845 roku, a w drugiej połowie XIX wieku został namalowany charakterystyczny pas, najpierw czerwony, a następnie zmieniony na czarny. Latarnia została zelektryfikowana w 1948 roku i jest do dziś bezobsługowa i w pełni automatyczna.
Latarnia jest otwarta dla zwiedzających w sezonie letnim. Można na nią wejść poprzez spiralne schody o 197 stopniach. W pobliżu znajduje się restauracja, centrum informacji turystycznej i obserwatorium ptactwa.